# الليبرالية في البرتغال
منذ مطلع الحركة الليبرالية (التحررية) في البرتغال في القرن التاسع عشر، واصلت عدة أحزاب، من خلال حصولها على تمثيل في البرلمان، تطبيق الفكر التحرري في السياسة البرتغالية المعاصرة. إلا أنه بعد اتقاد الحماسة تجاه الثورة الليبرالية سنة 1820 ونتيجة الحروب الليبرالية التي استمرت بين عامي 1828 و1934 خلال القرن التاسع عشر، أحيلت الليبرالية إلى منزلة أدنى لتشغل دورًا ثانويًا في السياسة والحكومة البرتغالية، بل وحظرت لفترات من الزمن. كان أول حزب ليبرالي كامل الأركان وله مقعد في البرلمان البرتغالي منذ القرن التاسع عشر هو حزب «إنيسياتشيفا ليبرال (المبادرة التحررية)».

## تاريخ

### بين عامي 1826 و1926
من المجموعة الديموقراطية إلى الحزب التقدمي الجديد
- 1826: أسس أنصار ثورة 1820 الليبرالية المجموعة الديمقراطية.
- 1840: أعيد تنظيم الحزب ليصبح حزب التقدم، الذي أسسه جواو دي سالدانها.
- 1849: اندماج الحزب التقدمي الجديد مع حزب التجديد المحافظ.
- 1851: خرج فصل من الحزب لتأسيس الحزب التاريخي التقدمي/حزب التقدميين التاريخيين.
- 1862: انقسم الحزب التقدمي التاريخي إلى الحزب الإصلاحي والحزب التاريخي.
- 1876: اجتمع الحزبان سويًا واندمجا في الحزب التقدمي الجديد، الذي تحول في نهاية المطاف إلى حزب محافظ.
- 1910: تفكك الحزب التقدمي الجديد.

### الحزب الجمهوري البرتغالي
- 1872: أسس الليبراليون الثوريون والراديكاليون الحزب الجمهوري البرتغالي.
- 1891: حظر الحزب الجمهوري البرتغالي.
- 1906: إعادة تأسيس الحزب.
- 1910: خاض الحزب الراديكالي الجديد ثورة، وأصبح زعيمه يواكيم تيوفيلو براغا رئيس وزراء البرتغال.
- 1911: شكلت الفصائل الليبرالية والمعتدلة في الحزب الجمهوري البرتغالي الاتحاد الوطني الجمهوري الذي أعلن انسحابه.
- 1912: انقسام الاتحاد الوطني الجمهوري، وتأسيس الليبراليين الحزب الجمهوري التطوري تحت زعامة أنطونيو خوسيه دي ألميدا. بقي الجناح المحافظ في الانفصال مستمرًا بوصفه الاتحاد الجمهوري.
- 1919: انضم فصيل إلى الحزب الجمهوري الليبرالي المحافظ، وشكل الليبراليون من الحزب الراديكالي، الحزب الشعبي البرتغالي.
- 1920: انحل الحزب الجمهوري الوطني المعاد تشكيله، تاركًا الحزب الجمهوري البرتغالي بموقفه الراديكالي المتشدد، مثل حزب جاكوبين الذي حظر في عام 1926. شكلت عناصر ليبرالية من الحزب الجمهوري البرتغالي الحزب الجمهوري الوطني المعاد تشكيله.
- 1922: أعيدت تسمية الحزب الجمهوري البرتغالي إلى الحزب الراديكالي.
- 1923: اندمج حزب الحركة الجمهورية مع الحزب الجمهوري القومي المحافظ، ولكن أعيد تشكيله لاحقًا في ذات العام ليصبح «الحركة الجمهورية».
- 1926: حظر حزب الحركة الجمهورية.

### منذ 1985 فصاعدًا

#### الحزب الديمقراطي الاجتماعي
كان الحزب الديمقراطي الاجتماعي عضوًا يتمتع بحقوقه الكاملة في المنظمة الدولية الليبرالية (ليبرال إنترناشيونال)، بين عامي 1985 و1996. مال الحزب تجاه الليبرالية الاجتماعية منذ تولى أنيبال كافاكو سيلفا منصب رئيس وزراء البرتغال في الفترة بين عامي 1985 و1995 (وهي الفترة التي اتسمت بازدهار النمو الاقتصادي في البلاد) ثم شغل بعد ذلك منصب رئيس البرتغال في الفترة بين عامي 2006 و2016. في الفترة بين يونيو 2011 ونوفمبر 2015، بعد أن طلب رئيس الوزراء جوزيه سوكراتيس التابع للحزب الاشتراكي مشروع إنقاذ مالي مشترك بين صندوق النقد الدولي والاتحاد الأوروبي للجمهورية البرتغالية المفلسة في 6 أبريل عام 2011، شغل بيدرو باسوس كويلهو من الحزب الديمقراطي الاجتماعي منصب رئيس الوزراء، وعرفت سياساته بكونها من الأكثر تحررًا في تاريخ الاقتصاد البرتغالي. إلا أن عديدًا من مقترحات حكومته لم تكلل بالنجاح بسبب القانون البرتغالي المناهض لليبرالية المستوحى من الحركة العمالية.

#### الحركة الاجتماعية الليبرالية
- 2005: تأسست الحركة الاجتماعية الليبرالية بوصفها حركة (وليس حزبًا سياسيًا). رئيسها الحالي ميغيل دوارتي.

#### المبادرة التحررية
2017: تأسس حزب المبادرة التحررية، وهو حزب ليبرالي كلاسيكي، وأصبح كامل العضوية في حزب ألدي (حزب تحالف الليبراليين والديمقراطيين من أجل أوروبا). انتخب الحزب نائبًا في البرلمان، ورئيسه الحالي جواو كوتريم دي فيغيريدو، في الانتخابات التشريعية البرتغالية لعام 2019.